# Roigella
Roigella là một chi thực vật có hoa trong họ Thiến thảo (Rubiaceae).

## Loài
Chi Roigella gồm các loài: